# Hans Francken
Hans o Jan Francken (Anversa, 1581 – Anversa, 14 dicembre 1624) è stato un pittore fiammingo, specializzato nella pittura di soggetti religiosi.

## Biografia
Apparteneva alla famiglia di pittori Francken. Figlio di Cornelis (1545-?), fu allievo dello zio Ambrosius Francken I.
Soggiornò a Parigi, dove nel 1600 sposò Elizabeth van Bussegem, da cui ebbe quattro figli, tra cui Cornelis, nato nel 1621. Nel 1608 rientrò ad Anversa, dove entrò a far parte della Corporazione di San Luca nel 1611.
Dipinse più che altro soggetti religiosi, come ad esempio la Decapitazione di Giovanni Battista.

## Opere
- Decapitazione di Giovanni Battista, Bruxelles